# Mistrovství světa v ledním hokeji 2016 (Divize I)
První divize 2016 se hrála v polských Katovicích (skupina A) a v chorvatském Záhřebu (skupina B).

## Herní systém
Skupiny A a B nebyly rovnocenné a mezi nimi se postupovalo a sestupovalo. V každé skupině hrálo 6 týmů, které se utkaly navzájem každý s každým. První dva týmy ze skupiny A postoupily na Mistrovství světa v ledním hokeji 2017, poslední tým ze skupiny A sestoupil do skupiny B. První tým ze skupiny B postoupil do skupiny A I. divize, poslední tým sestoupil do skupiny A II. divize.

## Skupina A
Skupina A se hrála od 23. do 29. dubna 2016.

### Účastníci
| Tým         | Kvalifikace                                                  |
| ----------- | ------------------------------------------------------------ |
| Rakousko    | 15. místo na Mistrovství světa v ledním hokeji 2015 a sestup |
| Slovinsko   | 16. místo na Mistrovství světa v ledním hokeji 2015 a sestup |
| Polsko      | Pořadatel, 3. místo v Divizi I 2015 - Skupina A              |
| Japonsko    | 4. místo v Divizi I 2015 - Skupina A                         |
| Itálie      | 5. místo v Divizi I 2015 - Skupina A                         |
| Jižní Korea | 1. místo v Divizi I 2015 - Skupina B a postup                |

### Rozhodčí
| Hlavní | Čároví |
| --- | --- |
| - Jonathan Alarie - Mikko Kaukokari - Artur Kulev - Trpimir Piragić - Stephen Reneau - Marian Rohatsch - Robin Šír | - Henrik Haurum - Artur Hyliński - Martin Korba - Kriss Kupcus - Joep Leermakers - Yakov Paley - Anton Semjonov |

### Tabulka
|  | Dva týmy postupující na Mistrovství světa v ledním hokeji 2017 (do elitní skupiny) |
|  | Jeden tým sestupující do skupiny B                                                 |

| P | Tým         | Z | V | VP | PP | P | GV | GI | +/- | B  |
| - | ----------- | - | - | -- | -- | - | -- | -- | --- | -- |
| 1 | Slovinsko   | 5 | 4 | 0  | 0  | 1 | 18 | 8  | +10 | 12 |
| 2 | Itálie      | 5 | 3 | 0  | 0  | 2 | 11 | 10 | +1  | 9  |
| 3 | Polsko      | 5 | 3 | 0  | 0  | 2 | 17 | 12 | +5  | 9  |
| 4 | Rakousko    | 5 | 2 | 1  | 0  | 2 | 11 | 8  | +3  | 8  |
| 5 | Jižní Korea | 5 | 2 | 0  | 1  | 2 | 11 | 11 | 0   | 7  |
| 6 | Japonsko    | 5 | 0 | 0  | 0  | 5 | 7  | 26 | −19 | 0  |

### Zápasy
Všechny časy jsou místní (UTC+2).
| 23. dubna 2016 13:00 | Japonsko | 1:7 (0:1, 0:4, 1:2) | Slovinsko | Spodek, Katovice Návštěvnost: 1 300 |  |

| 23. dubna 2016 16:30 | Itálie | 3:1 (1:0, 1:1, 1:0) | Polsko | Spodek, Katovice Návštěvnost: 8 500 |  |

| 23. dubna 2016 20:00 | Jižní Korea | 2:3 po s.n. (1:0, 1:0, 0:2 - 0:0) | Rakousko | Spodek, Katovice Návštěvnost: 2 000 |  |

| 24. dubna 2016 13:00 | Slovinsko | 3:1 (1:0, 0:1, 2:0) | Itálie | Spodek, Katovice Návštěvnost: 2 000 |  |

| 24. dubna 2016 16:30 | Polsko | 1:4 (0:0, 0:2, 1:2) | Jižní Korea | Spodek, Katovice Návštěvnost: 6 500 |  |

| 24. dubna 2016 20:00 | Rakousko | 3:1 (1:1, 0:0, 2:0) | Japonsko | Spodek, Katovice Návštěvnost: 1 000 |  |

| 26. dubna 2016 13:00 | Jižní Korea | 3:0 (3:0, 0:0, 0:0) | Japonsko | Spodek, Katovice Návštěvnost: 1 500 |  |

| 26. dubna 2016 16:30 | Rakousko | 4:2 (1:0, 2:0, 1:2) | Itálie | Spodek, Katovice Návštěvnost: 1 500 |  |

| 26. dubna 2016 20:00 | Slovinsko | 1:4 (1:1, 0:3, 0:0) | Polsko | Spodek, Katovice Návštěvnost: 6 500 |  |

| 27. dubna 2016 13:00 | Japonsko | 1:3 (1:1, 0:2, 0:0) | Itálie | Spodek, Katovice Návštěvnost: 1 500 |  |

| 27. dubna 2016 16:30 | Slovinsko | 5:1 (2:1, 2:0, 1:0) | Jižní Korea | Spodek, Katovice Návštěvnost: 2 500 |  |

| 27. dubna 2016 20:00 | Polsko | 1:0 (1:0, 0:0, 0:0) | Rakousko | Spodek, Katovice Návštěvnost: 7 500 |  |

| 29. dubna 2016 13:00 | Itálie | 2:1 (1:0, 0:0, 1:1) | Jižní Korea | Spodek, Katovice Návštěvnost: 2 500 |  |

| 29. dubna 2016 16:30 | Rakousko | 1:2 (1:1, 0:1, 0:0) | Slovinsko | Spodek, Katovice Návštěvnost: 4 000 |  |

| 29. dubna 2016 20:00 | Polsko | 10:4 (6:1, 1:1, 3:2) | Japonsko | Spodek, Katovice Návštěvnost: 8 500 |  |

## Skupina B
Skupina B se hrála od 17. do 23. dubna 2016.

### Účastníci
| Tým            | Kvalifikace                                     |
| -------------- | ----------------------------------------------- |
| Ukrajina       | 6. místo v Divizi I 2015 - Skupina A a sestup   |
| Velká Británie | 2. místo v Divizi I 2015 - Skupina B            |
| Litva          | 3. místo v Divizi I 2015 - Skupina B            |
| Chorvatsko     | Pořadatel, 4. místo v Divizi I 2015 - Skupina B |
| Estonsko       | 5. místo v Divizi I 2015 - Skupina B            |
| Rumunsko       | 1. místo v Divizi II 2015 - Skupina A a postup  |

### Rozhodčí
| Hlavní                                                            | Čároví |
| ----------------------------------------------------------------- | --- |
| - Jimmy Bergamelli - Daniel Gamper - Mikael Holm - Manuel Nikolic | - Vanja Belič - Franco Espinoza - Tomislav Grozaj - Markus Hägerström - Shunsuke Ichikawa - Park Jun-soo - Damir Rakovič |

### Tabulka
|  | Jeden tým postupující do skupiny A           |
|  | Jeden tým sestupující do skupiny A divize II |

| P | Tým            | Z | V | VP | PP | P | GV | GI | +/- | B  |
| - | -------------- | - | - | -- | -- | - | -- | -- | --- | -- |
| 1 | Ukrajina       | 5 | 4 | 0  | 0  | 1 | 20 | 6  | +14 | 12 |
| 2 | Velká Británie | 5 | 3 | 1  | 0  | 1 | 23 | 7  | +16 | 11 |
| 3 | Litva          | 5 | 3 | 0  | 1  | 1 | 15 | 14 | +1  | 10 |
| 4 | Chorvatsko     | 5 | 2 | 1  | 0  | 2 | 21 | 17 | +4  | 8  |
| 5 | Estonsko       | 5 | 1 | 0  | 1  | 3 | 12 | 23 | −11 | 4  |
| 6 | Rumunsko       | 5 | 0 | 0  | 0  | 5 | 8  | 32 | −24 | 0  |

### Zápasy
Všechny časy jsou místní (UTC+2).
| 17. dubna 2016 13:00 | Estonsko | 2:7 (1:2, 1:4, 0:1) | Litva | Dom Sportova, Záhřeb Návštěvnost: 95 |  |

| 17. dubna 2016 16:30 | Rumunsko | 1:6 (1:2, 0:1, 0:3) | Ukrajina | Dom Sportova, Záhřeb Návštěvnost: 200 |  |

| 17. dubna 2016 20:00 | Chorvatsko | 1:4 (1:1, 0:2, 0:1) | Velká Británie | Dom Sportova, Záhřeb Návštěvnost: 2 600 |  |

| 18. dubna 2016 13:00 | Litva | 5:1 (2:1, 1:0, 2:0) | Rumunsko | Dom Sportova, Záhřeb Návštěvnost: 100 |  |

| 18. dubna 2016 16:30 | Velká Británie | 4:3 po prodl. (2:1, 1:1, 0:1 - 1:0) | Estonsko | Dom Sportova, Záhřeb Návštěvnost: 455 |  |

| 18. dubna 2016 20:00 | Ukrajina | 4:1 (2:1, 2:0, 0:0) | Chorvatsko | Dom Sportova, Záhřeb Návštěvnost: 1 500 |  |

| 20. dubna 2016 13:00 | Ukrajina | 7:1 (2:0, 2:1, 3:0) | Estonsko | Dom Sportova, Záhřeb Návštěvnost: 120 |  |

| 20. dubna 2016 16:30 | Velká Británie | 8:0 (2:0, 6:0, 0:0) | Litva | Dom Sportova, Záhřeb Návštěvnost: 450 |  |

| 20. dubna 2016 20:00 | Rumunsko | 5:12 (1:3, 2:4, 2:5) | Chorvatsko | Dom Sportova, Záhřeb Návštěvnost: 1 650 |  |

| 22. dubna 2016 13:00 | Velká Británie | 6:1 (2:0, 2:0, 2:1) | Rumunsko | Dom Sportova, Záhřeb Návštěvnost: 400 |  |

| 22. dubna 2016 16:30 | Litva | 2:1 (0:0, 0:1, 2:0) | Ukrajina | Dom Sportova, Záhřeb Návštěvnost: 350 |  |

| 22. dubna 2016 20:00 | Chorvatsko | 5:3 (1:2, 3:1, 1:0) | Estonsko | Dom Sportova, Záhřeb Návštěvnost: 2 800 |  |

| 23. dubna 2016 13:00 | Ukrajina | 2:1 (0:0, 0:1, 2:0) | Velká Británie | Dom Sportova, Záhřeb Návštěvnost: 500 |  |

| 23. dubna 2016 16:30 | Estonsko | 3:0 (0:0, 3:0, 0:0) | Rumunsko | Dom Sportova, Záhřeb Návštěvnost: 200 |  |

| 23. dubna 2016 20:00 | Litva | 1:2 po s.n. (0:1, 0:0, 1:0) | Chorvatsko | Dom Sportova, Záhřeb Návštěvnost: 2 500 |  |